# Kajetan Broniewski
Kajetan Tomasz Broniewski (ur. 6 marca 1963 w Zabrzu) – polski wioślarz i działacz sportowy, trzykrotny olimpijczyk, brązowy medalista Igrzysk Olimpijskich w Barcelonie (1992). Zawodnik m.in. AZS-AWF Warszawa.

## Życiorys
Absolwent Zespołu Szkół Łączności w Warszawie. Ukończył studia w Akademii Wychowania Fizycznego w Warszawie, w specjalizacji trenera wioślarstwa.
Został dyrektorem generalnym PKOl i działaczem sportowym w Polskim Związku Towarzystw Wioślarskich. Został mianowany menedżerem Narodowego Centrum Żeglarstwa od 1 maja 2009. W 2010 bezskutecznie kandydował do rady warszawskiej dzielnicy Żoliborz z listy komitetu Projekt Żoliborz.
Postanowieniem prezydenta RP Bronisława Komorowskiego z 30 czerwca 2015 został odznaczony Krzyżem Kawalerskim Orderu Odrodzenia Polski za wybitne zasługi w działalności na rzecz upowszechniania i rozwoju sportu, za osiągnięcia w pracy społecznej na rzecz polskiego ruchu olimpijskiego.

## Osiągnięcia
Igrzyska Olimpijskie:
- Barcelona 1992 – 3. miejsce w kategorii jedynki

Mistrzostwa świata:
- 1991 Wiedeń – 3. miejsce w kategorii jedynki[7]